# Hankóczy Jenő (hajótervező)

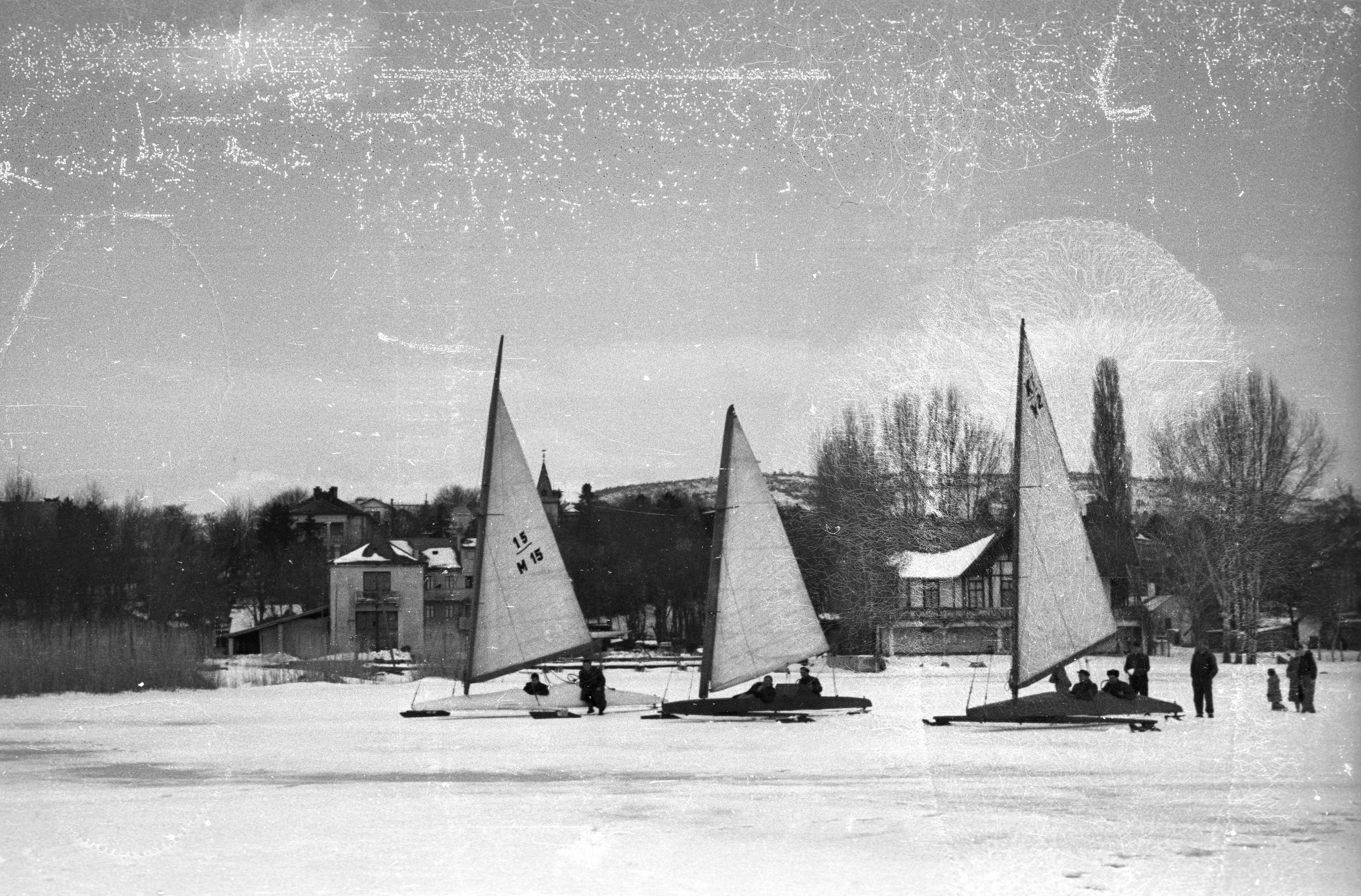
Benacsek 15 és 12, valamint Monotype XV típusú jégvitorlások Balatonfüreden

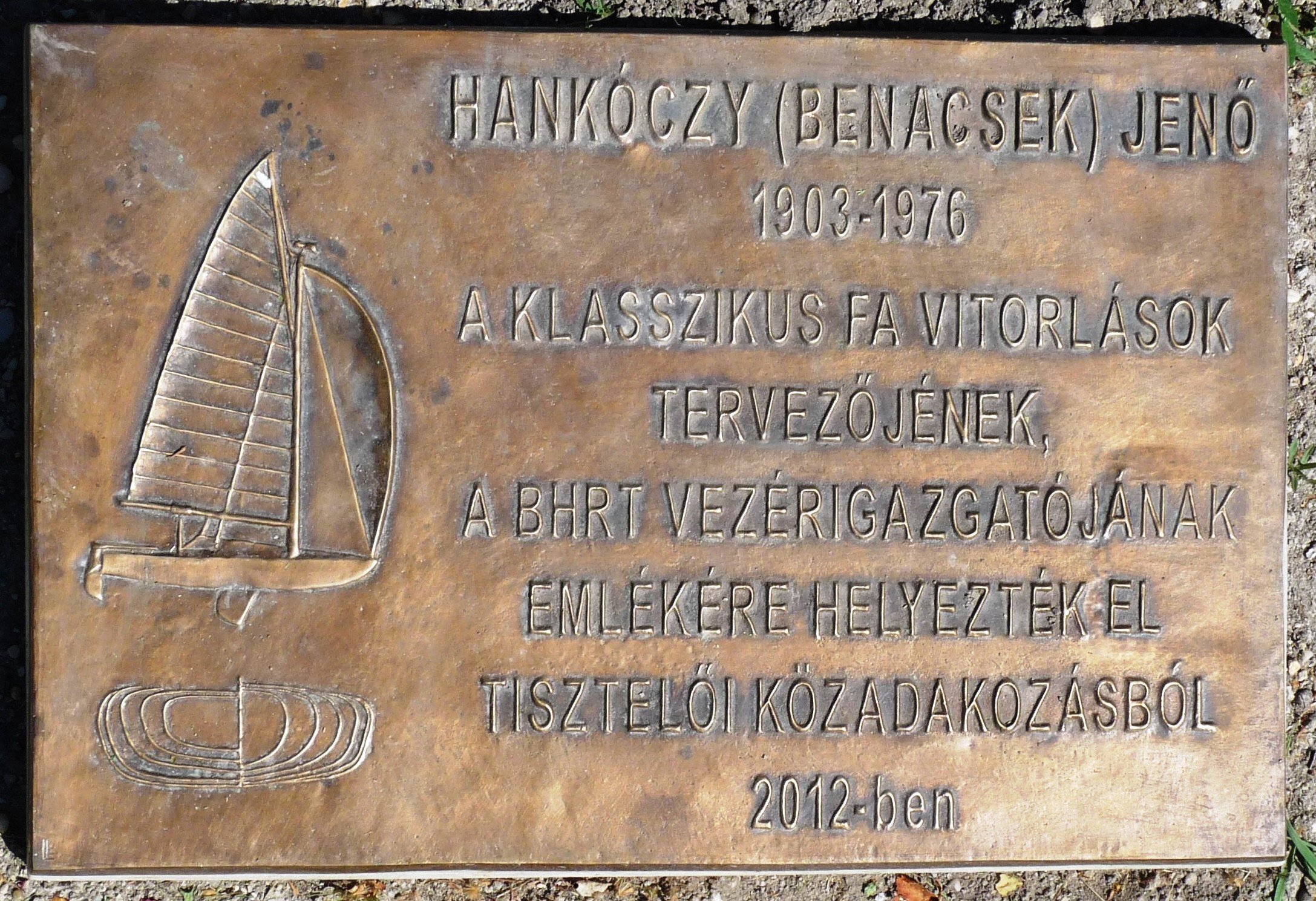
Emléktáblája Balatonfüreden

Hankóczy Benacsek Jenő hajótervező, vezérigazgató (Veszprém, 1903. június 18. ‒ Budapest, 1976. december 26.).

## Élete
1922-ben Veszprémben érettségizett, majd Budapesten a Műegyetemen egy évig tanult. 1926–1928 között az IBUSZ Rt. füredi jachtépítő üzem tervezője majd  1931-től a Balatoni Hajózási Részvénytársaság füredi hajóépítő tervezője 1939 szeptemberétől a BHRt. hajóépítő üzemeinek cégvezetője, majd 1941. december és 1948. január között az üzemigazgatója, illetve 1945. május és 1948. január között pedig vezérigazgatója is volt.
Tervei és irányítása alatt készültek a 20, 22 nm-es  renn-, binnen- és a 15, 20, 25, 30 nm-es túrajollék, a balatoni dinghy, a kalóz, a 22, 30, 40, 60, 75 nm-es Schärenkreuzerek (mindhárom hazai építésű 75-öst ő tervezte, köztük a Kékszalag rekordját 57 éven keresztül tartó Nemere II.-t is) és új22-es Binenjolle (fotó: sailing.hu) típusként az Európa 30-as, 50-es cirkálók, Benacsek 12, valamint 15 típusú jégvitorlások, továbbá személyszállító motoros hajók. 1938-ben európai hírnevet szerzett a dr. Manfred Currynek tervezett lekerekített deck élű – szappanhajónak becézett – 22-es Rennjolléval. A különböző tervek kidolgozásának nagy részét Gux István és Wagner Imre végezte.
Tagja az Európai Vitorlásszövetség Technikai Bizottságának, a Balatonfüredi Sport Club vezetőségének és a Balatoni Szövetség választmányának is. Kapcsolatot tartott fenn az 1925-ben megalakult Balatoni Yacht Club tagjaival. Vitorlázóként 1927–1933 között tagja volt a Királyi Magyar Yacht Clubnak, majd 1933-ban alapító tagja a Hungária Yacht Clubnak. Kezdeményezésére 1939–1941 között felépült az Eötvös-tanya helyén a BHRt. balatonfüredi új hajóépítő üzeme, ahol már nagyobb acélhajók is épülhettek.
1945 májusában Ugron Gáborral, a Balatoni Hajózási Rt. elnökével elkezdték a hajók, a kikötők helyreállítását, a vízi közlekedés beindítását. 1946. szeptember 21-én a BHRt. füredi üzemében a Balatoni Hajózás 100 éves évfordulóján ünnepi megemlékezést tartott Tildy Zoltán köztársasági elnök és Gerő Ernő közlekedési miniszter jelenlétében. Ekkor a füredi hajógyár fejlődése érdekében javasolta a siófoki hajózózsilip megépítését, melynek átadása 1947. szeptemberben meg is történt.
Miután vezérigazgatói megbízását 1948 januárjában visszavonták, elhagyta a hajógyárat. Már nem tartózkodott Balatonfüreden, amikor 1948 májusában a textilgyáros Gyenes testvérek a Sió-csatornán egy 50-es (később Elektra) és a Big-Boy nevű (a mai Sirocco) 75 nm-es versenycirkálóval elindultak Egyiptomba egy kereskedelmi iroda létrehozása céljából. Szekszárdnál azonban a gazdasági rendőrség – aranyat gyanítva a hajókban – lefoglalta azokat. Az esettel kapcsolatban Budapesten letartóztatásra került, többször kihallgatták, majd kiengedték.
Hankóczy Jenő, miután Füredet elhagyta, 1948–1953 között a KGM Hajóipari Igazgatóság Fejlesztési Osztályán kapott megbízást egy tervezőkből álló részleg megszervezésére. Feladatuk volt az alumínium mint hajóépítő anyag és technológia alkalmazásának bevezetése a hajógyártásban is. Vácott a Dunai Hajógyár létrehozásában Hankóczy Jenőnek a füredihez hasonló meghatározó szerepe volt. A Flottillának és a belvízi személyhajózásnak ugyanis nagyszámú új hajóra volt szüksége. A szükséges terveket a létrehozott tervező csoport készítette az ő vezetése alatt, majd a gyártást Vácott az Alumínium- és Horganyfeldolgozó Vállalatnál kezdték el. 
Olyan darabszámban rendelte a MAHART a vízibuszokat, a Flottilla a mentő-, vontató- és aknaszedő motorosokat, hogy ez egyre nagyobb gondot jelentett a város szívében fekvő vállalatnak. Ezért a Hajóipari Igazgatóság új telephelyet keresett, és ezt a régi kesztyűgyár telephelyében találták meg. Itt hozták létre 1953-ban a Dunai Hajógyárat, amelynek Hankóczy Jenő először főkonstruktőre, majd főmérnöke lett. Vácott vitorlás hajókat is terveztek és gyártottak. Ezek voltak az alumínium 15-ös, alumínium 25-ös típusok.
1956 októberében a munkástanács tagjává választották. Munkástanácsi tagsága miatt 1957 nyarán el kellett hagynia a Dunai Hajógyárat. Az 1963-as nyugdíjba vonulásáig az Óbudai Hajógyárban dolgozott mint főtechnológus.
A balatonfüredi Köztemetőben található a sírja; Balatonfüreden, a Tagore sétány rózsaligetében van emléktáblája, a hajóállomás épületénél pedig egy márványtábla emlékezik rá.